# کلمنت آریندل
کلمنت آریندل (انگلیسی: Clement Arrindell; زاده ۱۶ آوریل ۱۹۳۱ – درگذشته ۲۶ مارس ۲۰۱۱) سیاست‌مدار اهل سنت کیتس و نویس بود. وی از ۱۹ سپتامبر ۱۹۸۳ تا ۳۱ دسامبر ۱۹۹۵ فرماندار کل سنت کیتس و نویس بود.
کلمنت آریندل در ۲۶ مارس ۲۰۱۱، در سن ۷۹ سالگی درگذشت.